# Línea 1 (ALESA)

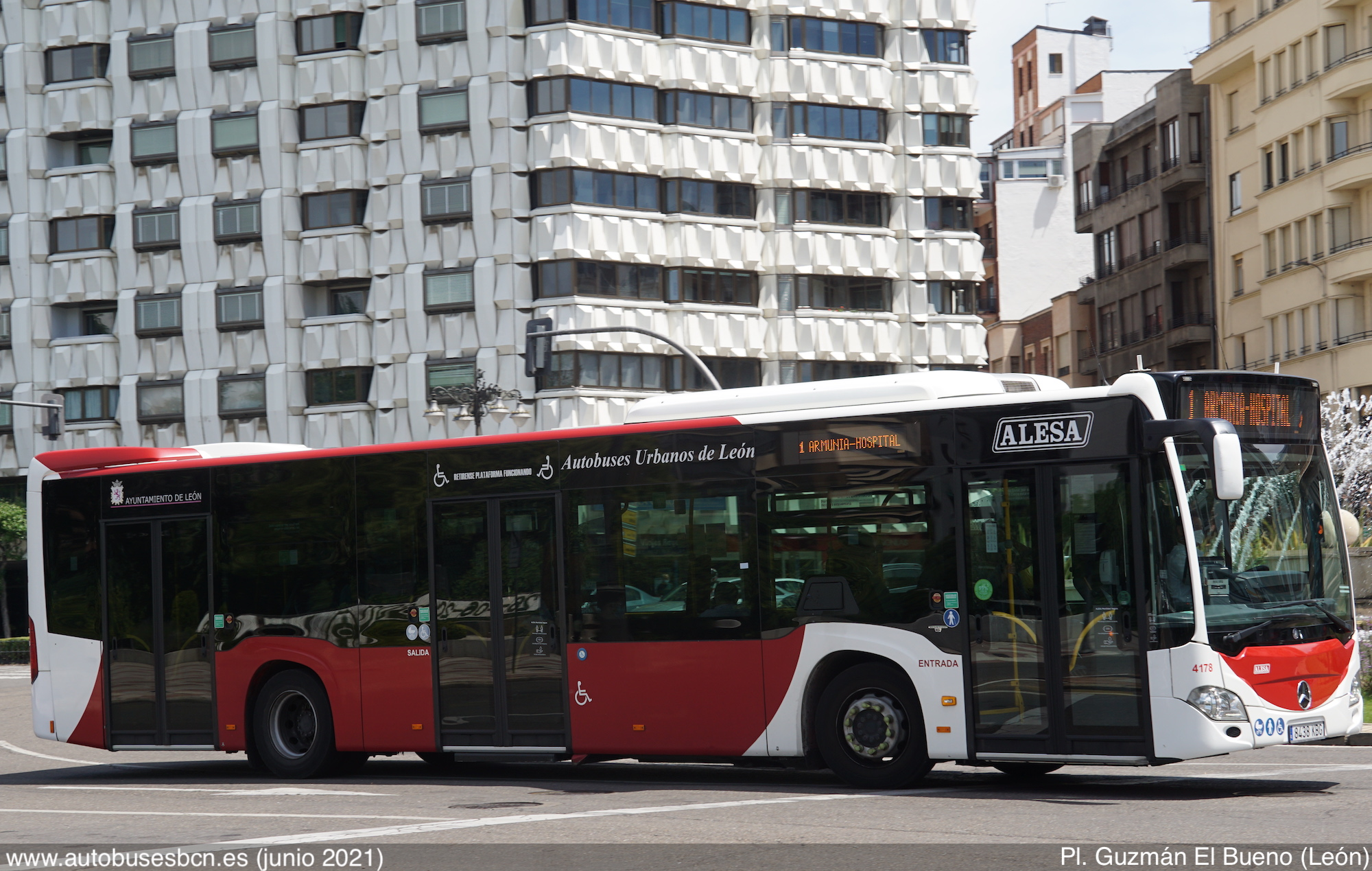
Línea 1 en la Pl. Guzmán El Bueno, junio 2021

La línea 1 de ALESA es una línea de autobús urbano de la ciudad de León (España), que recorre la ciudad desde el sur hasta el norte, entre la localidad de Armunia y el Complejo Hospitalario. Durante el recorrido la línea pasa por el barrio de San Claudio, el centro de la ciudad y los barrios Las Ventas y La Asunción. Esta línea dispone de servicio para personas con discapacidad.

## Características
La línea 1 es una de las líneas transversales de León siendo una de las líneas más usadas. Recorre las calles San Juan Bosco, Facultad de Veterinaria, Padre Isla, Mariano Andrés y Ramón y Cajal en su totalidad. Recientemente se han ampliado algunos servicios hasta Trobajo del Cerecedo.

### Frecuencias[1]
| Lunes-Viernes laborables                  | Lunes-Viernes laborables | Lunes-Viernes laborables | Sábados laborables | Sábados laborables | Domingos y festivos | Domingos y festivos | Domingos y festivos  | Domingos y festivos  |
| ambos sentidos                            | ambos sentidos           | Trobajo del Cerecedo     | ambos sentidos     | ambos sentidos     | Dirección Armunia   | Dirección Armunia   | Dirección Hospitales | Dirección Hospitales |
| ----------------------------------------- | ------------------------ | ------------------------ | ------------------ | ------------------ | ------------------- | ------------------- | -------------------- | -------------------- |
| 7:00*                                     | 7:00*                    | 8:00 8:40                | 7:15*              | 7:15*              | 7:00                | 7:00                | 7:30                 | 7:30                 |
| 7:15                                      | 7:15                     | 9:40 10:40               | de 7:30 a 22:30    | cada 30 min.       | de 8:30 a 14:30     | cada 60 min.        | de 9:00 a 15:00      | cada 60 min.         |
| 7:45                                      | 7:45                     | 11:40 12:40              | de 7:30 a 22:30    | cada 30 min.       | de 8:30 a 14:30     | cada 60 min.        | de 9:00 a 15:00      | cada 60 min.         |
| de 8:00 a 21:00                           | cada 20 min.             | 13:40 14:40              | de 7:30 a 22:30    | cada 30 min.       | de 8:30 a 14:30     | cada 60 min.        | de 9:00 a 15:00      | cada 60 min.         |
| 21:30                                     | 21:30                    | 15:40 16:40              | de 7:30 a 22:30    | cada 30 min.       | de 15:00 a 22:30    | cada 30 min.        | de 15:00 a 22:30     | cada 30 min.         |
| 22:00                                     | 22:00                    | 17:40 18:40              | de 7:30 a 22:30    | cada 30 min.       | de 15:00 a 22:30    | cada 30 min.        | de 15:00 a 22:30     | cada 30 min.         |
| 22:30                                     | 22:30                    | 19:40 20:40              | de 7:30 a 22:30    | cada 30 min.       | de 15:00 a 22:30    | cada 30 min.        | de 15:00 a 22:30     | cada 30 min.         |
| *Solo desde ambas paradas en Sto. Domingo |                          |                          |                    |                    |                     |                     |                      |                      |

- Regulación horaria en Sto. Domingo (Padre Isla, 2 y Gran Vía de San Marcos, 2) veinte minutos después de cada salida lunes a viernes, quince minutos fin de semana.

Extensión T.Cerecedo
De lunes a viernes se amplía el recorrido por Trobajo del Cerecedo en la salidas de Hospitales de 8:00 a 20:00 cada hora. Adicionalmente se realiza una salida a las 7:40 desde Santo Domingo por esta variante de Trobajo.

### Material Asignado
-Mercedes Benz New Citaro: 4160, 4161 y 4172.
-Mercedes Benz Citaro 2: 4180.

## Recorrido[1]
Esta línea va desde el corazón del barrio de Armunia al Hospital Universitario de León atravesando la Avenida de Portugal, Plaza de Toros, Av. Facultad de Veterinaria, Glorieta de Guzmán, la Plaza de Santo Domingo, Padre Isla y Mariano Andrés. Hacia Armunia va por Mariano Andrés, atraviesa Ramón y Cajal para ir a Sto. Domingo, luego va por Guzmán, Facultad de Veterinaria, Michaisa y Obispo Inocencio Rodríguez. En Trobajo del Cerecedo recorre Av. Antibióticos hasta C/ Villacedré, Bandonilla y finalmente a Armunia.
| Dirección: Hospitales          | Dirección: Hospitales                                                                      | Dirección: Hospitales | Dirección: Hospitales        |
| Parada                         | Conexiones ALESA                                                                           | Conexiones ALSA City  | Otros                        |
| ------------------------------ | ------------------------------------------------------------------------------------------ | --------------------- | ---------------------------- |
| Armunia                        | ---                                                                                        | ---                   | Parada terminal              |
| San Juan Bosco                 | ---                                                                                        | ---                   | ---                          |
| Centro Salud Armunia           | ---                                                                                        | ---                   | ---                          |
| Antibióticos-S.Juan Bosco      | Línea 8 (ALESA)                                                                            | A12                   | ---                          |
| Michaisa                       | Línea 2 (ALESA) · Línea 5 (ALESA) · Línea 8 (ALESA)                                        | ---                   | ---                          |
| Plaza de Toros                 | Línea 3 (ALESA) · Línea 5 (ALESA) · Línea 8 (ALESA) · Línea 13 (ALESA)                     | ---                   | ---                          |
| Avenida Facultad,45            | ---                                                                                        | ---                   | ---                          |
| El Albéitar                    | ---                                                                                        | ---                   | ---                          |
| República Argentina-Guzmán     | Línea 3 (ALESA) · Línea 5 (ALESA) · Línea 10 (ALESA) · Línea 11 (ALESA)                    | ---                   | ---                          |
| Sto.Domingo-Padre Isla         | Línea 6 (ALESA)                                                                            | A4 A6 A8              | Parada de regulación horaria |
| Padre Isla,36                  | Línea 4 (ALESA) · Línea 6 (ALESA) · Línea 10 (ALESA) · Línea 11 (ALESA)                    | A3 A4 A6 A8           |                              |
| Padre Isla-FEVE                | Línea 4 (ALESA) · Línea 6 (ALESA) · Línea 10 (ALESA) · Línea 11 (ALESA) · Línea 12 (ALESA) | A3 A4 A6 A8           |                              |
| Álvaro López Nuñez             | Línea 4 (ALESA) · Línea 6 (ALESA) · Línea 7C (ALESA) · Línea 10 (ALESA) · Línea 12 (ALESA) | A3 A4 A6              | ---                          |
| Mariano Andrés,8               | Línea 10 (ALESA)                                                                           | A6                    | ---                          |
| Mariano Andrés-Juan de Austria | Línea 10 (ALESA)                                                                           | A6                    | ---                          |
| Mariano Andrés,112             | Línea 9C (ALESA) · Línea 10 (ALESA)                                                        | A6                    | ---                          |
| Mariano Andrés-FEVE            | Línea 6 (ALESA) · Línea 9C (ALESA)                                                         | A6a                   |                              |
| San Antonio Abad               | Línea 6 (ALESA) · Línea 7C (ALESA) · Línea 9C (ALESA)                                      | ---                   | ---                          |
| Complejo Hospitalario          | Línea 6 (ALESA) · Línea 7C (ALESA) · Línea 9C (ALESA)                                      | A7                    | Parada terminal              |

| Dirección: Armunia                                            | Dirección: Armunia                                                       | Dirección: Armunia   | Dirección: Armunia           |
| Parada                                                        | Conexiones ALESA                                                         | Conexiones ALSA City | Otros                        |
| ------------------------------------------------------------- | ------------------------------------------------------------------------ | -------------------- | ---------------------------- |
| Complejo Hospitalario                                         | Línea 6 (ALESA) · Línea 7C (ALESA) · Línea 9C (ALESA)                    | A7                   | ---                          |
| San Antonio Abad                                              | Línea 7C (ALESA) · Línea 9C (ALESA)                                      | ---                  | ---                          |
| Peña Labra                                                    | Línea 7C (ALESA) · Línea 9C (ALESA)                                      | ---                  | ---                          |
| Mariano Andrés-FEVE                                           | Línea 6 (ALESA) · Línea 7C (ALESA) · Línea 9C (ALESA)                    | A6a                  |                              |
| Mariano Andrés,89                                             | Línea 6 (ALESA) · Línea 7C (ALESA) · Línea 9C (ALESA) · Línea 10 (ALESA) | A6                   | ---                          |
| Mariano Andrés-Juan de Austria                                | Línea 7C (ALESA) · Línea 10 (ALESA)                                      | A6                   | ---                          |
| Mariano Andrés,9                                              | Línea 7C (ALESA) · Línea 10 (ALESA)                                      | A6                   | ---                          |
| Colegio Maristas                                              | Línea 4 (ALESA) · Línea 6 (ALESA) · Línea 12 (ALESA)                     | A3 A4                | ---                          |
| Ramón y Cajal-Renueva                                         | Línea 4 (ALESA) · Línea 6 (ALESA) · Línea 12 (ALESA)                     | A3 A4                | ---                          |
| Sto.Domingo-Gran Vía                                          | Línea 5 (ALESA) · Línea 13 (ALESA)                                       | A2 A5 A9 A10 A11     | Parada de regulación horaria |
| Plaza Inmaculada                                              | Línea 4 (ALESA) · Línea 5 (ALESA)                                        | A1 A8 A10 A12        | ---                          |
| Guzmán                                                        | Línea 4 (ALESA) · Línea 5 (ALESA)                                        | A1 A10               | ---                          |
| El Albéitar                                                   | ---                                                                      | ---                  | ---                          |
| Avenida Facultad                                              | ---                                                                      | ---                  | ---                          |
| Plaza de Toros                                                | Línea 5 (ALESA) · Línea 8 (ALESA)                                        | ---                  | ---                          |
| Antibióticos-Michaisa                                         | Línea 8 (ALESA)                                                          | ---                  | ---                          |
| Antibióticos-S.Juan Bosco                                     | Línea 8 (ALESA)                                                          | ---                  | ---                          |
| Fábrica Antibióticos                                          | Línea 8 (ALESA)                                                          | ---                  | ---                          |
| \| Antibióticos-Inocencio Rodriguez                           | Línea 8 (ALESA)                                                          | ---                  | ---                          |
| \| Antibióticos-Ronda Sur                                     | Línea 8 (ALESA)                                                          | ---                  | ---                          |
| \| Antibióticos-Bandonilla                                    | Línea 8 (ALESA)                                                          | ---                  | ---                          |
| \| Colegio Peñacorada                                         | ---                                                                      | ---                  | ---                          |
| \| Plaza de España                                            | ---                                                                      | ---                  | ---                          |
| Obispo Inocencio Rodríguez                                    | ---                                                                      | ---                  | ---                          |
| Armunia                                                       | ---                                                                      | ---                  | Parada terminal              |
| * \| : solo en servicios con extensión a Trobajo del Cerecedo |                                                                          |                      |                              |